# Grèbe australasien
Tachybaptus novaehollandiae
Espèce
Statut de conservation UICN

 LC  : Préoccupation mineure
Le Grèbe australasien (Tachybaptus novaehollandiae) est une espèce de tout petits oiseaux d'eau communs sur les lacs et rivières d'Australie, de Nouvelle-Zélande et des îles du Pacifique environnantes. C'est l'un des plus petits membres de la famille des grèbes.

## Description
L'oiseau mesure de 25 à 27 cm de long. C'est un excellent nageur et plongeur.

## Sous-espèces
D'après la classification de référence (version 14.1, 2024) de l'Union internationale des ornithologues, le Grèbe australasien possède 6 sous-espèces :
- Tachybaptus novaehollandiae javanicus (Mayr, 1943) ;
- Tachybaptus novaehollandiae fumosus (Mayr, 1943) ;
- Tachybaptus novaehollandiae incola (Mayr, 1943) ;
- Tachybaptus novaehollandiae novaehollandiae (Stephens, 1826) ;
- Tachybaptus novaehollandiae leucosternos (Mayr, 1931) ;
- Tachybaptus novaehollandiae rennellianus (Mayr, 1943).